# SOCKS
SOCKS je интернет протокол који размењује интернет пакете између клијента и сервера кроз прокси сервер. SOCKS5 по избору пружа аутентификацију тако да само овлашћени корисници могу приступити серверу. Практично, SOCKS сервер повезује TCP везе са произвољном IP адресом, и пружа начин за прослеђивање UDP пакета.
SOCKS дјелује на нивоу 5 модела (сесијски слој, средњи слој између презентацијског и транспортног слоја). SOCKS сервер прихвата надолазећу везу клијената  на TCP порт 1080.

## Историја
Протокол је оригинално дизајниран од стране Давида Кобласа, системског администратора компјутерског система. Након што је Silicon Graphics преузео MIPS 1992. године, Коблас је представио рад о SOCKS-у на овогодишњем Усениковом симпозијуму о безбедности., чинећи SOCKS јавно доступним. Иинг-Да Лi из NEC-а је протокол проширио на верзију 4.
Референтна архитектура и клијент SOCKS-a су у власништву компаније Permeo Technologies, одступање од NEC-а. (Blue Coat Systems je откупио Permeo Technologies.)
Првобитно је SOCKS5 протокол био безбедносни протокол који је firewallima и другим безбедносним производима олакшао администрацију. Дозвољен је од стране IETF-а 1996. као RFC 1928. Протокол је развијен у сарадњи са Aventail Corporation, чији су маркети изван Азије.

## Кориштење
Природа SOCKS-а на нивоу круга/сесије чини га свестраним алатом за просљеђивање било ког TCP (или UDP од SOCKS5) промета, стварајући добар интерфејс за све врсте алата за рутирање. Може се користити као:
- Алат за заобилажење који омогућава промету да заобиђе филтрирање Интернета како би приступио садржају који је на други начин блокиран, нпр. Владе, радна места, школе и веб услуге специфичне за земљу:[7] Будући да је SOCKS врло препознатљив, уобичајен је приступ представљању SOCKS интерфејса за софистицираније протоколе:
  - Tor onion проски софтвер представља SOCKS интерфејс својим клијентима.[8]
- Омогућавање сличне функционалности виртуелној приватној мрежи, омогућавајући преношење веза на "локалну" мрежу сервера:
  - Неки SSH пакети, попут OpenSSH, подржавају динамичко просљеђивање портова који кориснику омогућава креирање локалног SOCKS проксија.[9] Ово корисника може ослободити ограничења повезивања само на унапријед дефинисани удаљени порт и сервер.